# Gubă
Guba este un articol vestimentar tradițional, purtat în zona Maramureșului. Aceasta a apărut încă din  secolului al XVII-lea, fiind purtată cu precădere de către oamenii cu un statut social inferior.
În trecut (ca și în prezent), a fost confecționată dintr-o stofă de lână mițoasă dură, răspândită doar într-o zonă mică în jurul orașelor Ungvár, Muncaci și până la Debrecen. Era cea mai importantă piesă de îmbrăcăminte din sezonul rece în Maramureș. O purtau bărbații și femeile, dar și copiii, indiferent de vârstă. Materia primă folosită pentru prelucrare era lâna toarsă gros, în culoarea sa naturală, albă, sură sau neagră. Materialul din care se croia se numea tot gubă, din acesta se tăiau părți în colțuri, care se coseau împreună, lăsându-se doar o deschizătură rotundă pentru cap. Mânecile erau foarte largi și lungi, ținând loc și de mănuși.
Guba se poartă de regulă aruncată peste un umăr, și se îmbracă doar în perioadele reci ale anului. Aceasta are în general culoarea neagră și gri (sură).
Gubele negre erau purtate de nobilii mici și țăranii mai înstăriți, iar cele gri erau purtate de țăranii săraci. În secolul al XIX-lea guba s-a răspândit până la Dunăre.